# Ropucha panterowata
Ropucha panterowata (Sclerophrys regularis) – afrykański gatunek płaza bezogonowego z rodziny ropuchowatych (Bufonidae).

## Systematyka
W przeszłości zaliczano go do licznego rodzaju Bufo.

## Występowanie
Zwierzę to posiada szeroki zasięg występowania. Na północnym wschodzie osiąga deltę Nilu, w Egipcie występuje wzdłuż rzeki i na kilku mniejszych stanowiskach na zachód od niej. W północnym Sudanie także płaz bytuje w okolicach Nilu, w południowym i wschodnim zajmuje on już znacznie większe tereny. Północna granica zasięgu przesuwa się teraz od Sudanu na północny zachód, odcinając południe Czadu i Nigru, w środkowym Mali przebiega ona już bardziej równoleżnikowo, zmierzając do południowej Mauretanii, gdzie osiąga Ocean Atlantycki, a dalej granica przebiega już na południe wybrzeżem aż do Angoli. Wobec tego jako miejsca, gdzie spotkać można tego płaza, wymienić należy całe terytoria takich krajów, jak Senegal, Gambia, Gwinea Bissau, Gwinea, Sierra Leone, Liberia, Wybrzeże Kości Słoniowej, Ghana, Burkina Faso, Togo, Benin i Nigeria. W sąsiadującym z nią Kamerunie Sclerophrys regularis nie występuje tylko na południu, gdzie można go spotkać jedynie na zachodzie, wzdłuż wybrzeża. Podobnie żyje on tylko na zachodnim wybrzeżu Afryki w Gwinei Równikowej, Gabonie i Kongu, a także w Angoli. W Demokratycznej Republice Konga notuje się go nie tylko na zachodzie, ale również na północnym wschodzie tego dużego kraju. W Republice Środkowoafrykańskiej nie spotyka się go tylko na południu. Podobnie sytuacja wygląda w Ugandzie, a w Rwandzie gatunek ogranicza się do północy kraju. Na wschodzie jego zasięg  obejmuje jeszcze północno-zachodnią Kenię i zachodnią oraz środkową Etiopię, jak i część zachodniej Erytrei. Obecność płaza w Togo, Gwinei Równikowej, Erytrei, Gambii i Mauretanii nie została potwierdzona. Podobnie podejrzewa się go w Dżibuti, Burundi i Tanzanii.
Zwierzę to zasiedla sawanny, przy czym zarówno te suche, jak i wilgotne, w tym zadrzewione, a także łąki górskie i okolice lasów. Dobrze radzi sobie w środowisku zmienionym rolniczo. Jak podaje IUCN, preferuje on jednakże tereny wilgotne, co sprawia, że na suchych zastępują go spokrewnione z nim gatunki Sclerophrys garmani i Sclerophrys xeros, lepiej radzące sobie w takich warunkach.

## Rozmnażanie
Rozród przebiega w środowisku wodnym. O ile zwierzęta te wybierają wody płynące, to unikają w nich głównego nurtu.

## Status
Występuje licznie, a jego populacja utrzymuje się na stałym poziomie.
Wydaje się, że pomimo odłowów w Egipcie gatunek nie jest zagrożony.